# Mas Roqueta
El Mas Roqueta és una masia d'Avinyó protegida com a bé cultural d'interès local.

## Descripció
La masia és de planta rectangular, amb teulada a doble vessant i el carener perpendicular a la façana de ponent. La masia s'amplià pel costat de migdia ampliant el ràfec de la teulada per aquest costat. A ponent hi ha una torre de planta quadrada feta amb maó i amb finestres a tots els pisos. Tota la masia està arrebossada i sensiblement modernitzada amb tot tipus d'instal·lacions d'esports així com amb les dependències adequades a una explotació vitivinícola.
Als soterranis de la masia hi ha els cellers de la masia que està conservat com un petit museu del vi; conserven les tradicionals bótes que reposen horitzontalment damunt setials, els barrals, les portadores, les mesures, eines de trascolar el vi, etc. També hi ha uns cellers de nova construcció annexes i propers a la masia.

## Història
La família Roqueta és documentada des del segle xv al sector d'Horta d'Avinyó; concretament la primera notícia documental és de l'any 1442. L'any 1553 "Antoni Roqueta" és esmentat en el fogatge al sector d'Horta i d'Artés dins els dominis del bisbat de Vic. La finca té una extensió de 300 ha de vinya, cereals i bosc. S'hi conreen vinya de les varietats tradicionals (Picapoll, Macabeo, etc.) i de les varietats franceses (Syran, Melot, etc.) que proporcionen als seus propietaris 1 milió de litres anuals que comercialitzats en forma de vi ranci, mistela i vi negre i sota la marca familiar "Roqueta" pertanyent a la denominació d'origen Bages. Cal recordar que la comarca té una gran tradició vinícola lloada ja al segle xviii.